# Rio Camurupim
O rio  Camurupim é um curso de água do estado do Piauí, no Brasil.

## Descrição
Nasce no município de Cocal, com o nome de rio dos Campos, na serra dos Macacos, possui três afluentes: Apicuim, Juazeiro, Camboa do Preá. Atravessa a lagoa do Alagadiço e desemboca na mesma embocada do São Miguel, só que do lado Leste. Banha o povoado do seu nome e atravessa o município de  Luís Correia, indo desembocar no oceano, chegando a foz, separando a praia da Barra Grande da Praia de Macapá.